# The Bobby Fuller Four
The Bobby Fuller Four was een Amerikaanse rock-'n-roll-band.

## Geschiedenis
De band werd opgericht in El Paso door Bobby Fuller. Tussen 1961 en 1964 had Fuller verschillende plaatselijk succesvolle singles gepubliceerd, waaronder I Fought The Law, in 1959 geschreven door Sonny Curtis (ex-Crickets). Op deze publicaties waren Fullers broer Randy (e-bas) en James Reese (e-gitaar) al als begeleidingsmuzikanten te horen, doch de eerste singles van de band verschenen pas medio 1964 en vervolgens nog als Bobby Fuller & The Fanatics. Aan het eind van 1964 ging de band naar Los Angeles en werd de bandnaam hernoemd naar The Bobby Fuller Four. Als eerste trachtte Phil Spector om ze bij zijn label Phillies Records onder te brengen, maar de band tekende bij Bob Keane. De eerste single verscheen vervolgens aan het eind van 1964 bij Donna Records, de daaropvolgende publicaties volgden bij Keane's nieuwe label Mustang Records. Na enkele weinig succesvolle singles lukte de commerciële doorbraak met een herpublicatie van I Fought The Law (1965), die een 9e plaats scoorde in de Billboard Hot 100. Het tweede hitsucces lukte de band met Love's Made a Fool of You (1966, 26e plaats). Ook in 1966 verscheen het debuutalbum KRLA King of the Wheels. Het Billboard magazine kenmerkte de band in het voorjaar van 1966 als het opwindendste, wat de actuele muziek te bieden had en vergeleek Bobby Fuller met de muzikale uitstraling van de jonge Elvis Presley. Ook in 1966 had de band een gastoptreden in de speelfilm The Ghost in the Invisible Bikini.

## Doelstelling
In het begin zag de band zich in de traditie van de rockabilly van de late jaren 1950 en streefde ernaar om de geest van de muziek van Buddy Holly te bewaren en verder te ontwikkelen. Na de verhuizing naar Los Angeles trachtte Fuller om de stilistische doelstelling van de band naar de surfrock te wijzigen. Hij wilde zijn muziek naar het voorbeeld van The Beach Boys en Jan & Dean moderniseren en teksten over het surfen en over dragracing maken. Echter de commerciële doorbraak lukte pas met de Sonny Curtis-compositie I Fought The Law uit 1959, hetgeen als terugkeer van de band naar haar wortels wordt gezien. Ook hun tweede hit Love's Made a Fool of You was een coverversie van Buddy Holly en Bob Montgomery. Live speelde de band bovendien de Buddy Holly-songs Think It Over en Baby My Heart en de Roy Orbison-song Rockhouse. Geïnspireerd was de muziek van de band ook door Eddie Cochran, te horen in Saturday Night.

## Overlijden
Bobby Fuller overleed op 18 juli 1966 onder tot heden onverklaarbare omstandigheden. Volgens enkele bronnen zou Fuller een carrière als soloartiest hebben nagestreefd en de Bobby Fuller Four reeds in juni 1966 hebben verlaten. Weer andere bronnen vermelden, dat de band op 17 juli 1966, een dag voor de dood van Fuller, had besloten tot ontbinding van de band. De band speelde daarna nog een poos verder als The Randy Fuller Four, maar ontbond zich dan toch wegens het ontbreken van successen. Randy speelde nog in Texas bij de formatie Predictions, James Reese richtte de country-rockband Murphy's Law op en Dalton Powell speelde in de band Moonpie Dance Band.

## Discografie

### Singles
Exeter Records
- 1964: Fool of Love/Shakedown

Donna Records
- 1964: Those Memories of You/Our Favorite Martian

Mustang Records
- 1964: Wolfman/Thunder Reef
- 1965: Take My Word/She's My Girl
- 1965: Never to Be Forgotten/You Kiss Me
- 1965: Another Sad and Lonely Night/Let Her Dance
- 1965: I Fought the Law/Little Annie Lou
- 1966: Love's Made a Fool of You/Don't Ever Let Me Know
- 1966: The Magic Touch/My True Love
- 1966: It's Love Come What May/Wolfman
- 1966: The Things You Do/Now She's Gone

### Albums
Mustang Records
- 1966: KRLA King of the Wheels
- 1966: I Fought the Law